# Petrovits Márta
Petrovits Márta  (férjezett neve Englert Márta; Budapest, 1964. augusztus 8. –) magyar tollaslabdázó.

## Pályafutása
Petrovits Márta 1982-ben Tamok Csillával párosban ifjúsági bajnokságot nyert. Két évvel később a felnőttek között is bajnokságot nyert párosban, ezúttal Varga Évával az oldalán.

## Sportsikerei
| Idény | Verseny                         | Versenyszám | Helyszín | Név                            |
| ----- | ------------------------------- | ----------- | -------- | ------------------------------ |
| 1982  | Magyarország, Junior-bajnokság  | Női páros   | 1        | Petrovits Márta / Tamok Csilla |
| 1984  | Magyarország, Felnőtt bajnokság | Női páros   | 1        | Varga Éva / Petrovits Márta    |